# 小倉屋山本
株式会社小倉屋山本（おぐらや やまもと）は大阪府大阪市中央区に本社を置く昆布の加工・販売会社である。
創業は嘉永元年（1848年）の老舗。「をぐら昆布」こと松原久七から暖簾分けを許された初代山本利助が「新町橋小倉屋」として独立。のち「小倉屋山本」と社名を変更し、現在に至っている。尚、現在使用されている店のマークは、本家の商標に小倉の象徴であるもみじをあしらった、暖簾分けの経緯を物語るものとなっている。
作家の山崎豊子は3代目山本利助の実妹にあたる。

## 概略・特長

### 歴史
小倉屋山本の総本家である松原久七は天保時代に、びんづけ油商の奉公人として奉公していたが、主家が一子相伝であったため、近隣にある昆布問屋に目をつけ昆布商を創業する。さらに暖簾分けを許された初代山本利助が嘉永元年（1848年）、大阪新町橋のたもとに「新町橋小倉屋」を立ち上げたのが始まりである。
大正から昭和にかけて当時、登場したばかりの百貨店の食料品部とも取り引きを始める。
大阪大空襲で全焼した店を復興するにあたり、屋号を「小倉屋山本」と改名する。
昭和24年には小倉屋山本の看板となる塩吹き昆布「えびすめ」を発表。
やがて山崎豊子の小説「暖簾」が映画化され、知名度が上がる。

### 昆布へのこだわり
昆布本来の旨み「昆布の真正」を届けるという理念のもと、小倉屋山本は昆布以外の海産物への展開をあえて行わず、昆布一筋の姿勢を貫いている。
北海道道南産の真昆布の中でも白口浜天然真昆布、黒口浜天然真昆布の2種類を多用している。
昆布漁の最中には何度となく産地を訪れ、その年の出来を見極めながら、総生産の約40％を小倉屋山本一社で仕入れている。
しかしながら、天然ものの出来不出来は気候などに左右され、年ごとにばらつきが出る。これらを補うために、3代目山本利助が養殖事業を援助。その後、浜にて研究を重ね、安定供給が実現された。

### その他関連
3代目山本利助の実妹であり、幼い頃から船場で育った小説家山崎豊子。処女作「暖簾」は、生家の小倉屋山本がモデルとなった昆布屋を舞台としている。明治の後半に淡路島から出てきた15歳の吾平が、大阪船場の昆布商「浪花屋」で無我夢中に働き、丁稚から手代、番頭へと昇格。やがて暖簾分けを許され、商人の命であり、心のよりどころでもあるのれんを守りながら、親子二代が商売にいそしむ様が生き生きとつづられている。森繁久弥主演の映画化の他、テレビや舞台にもなった。

## 主な製品
- えびすめ - 高級塩昆布を定着させた立役者であり、今や大阪を代表する名物[1]
- にしき木
- 有味草塩こんぶ
- 有味草山椒こんぶ
- 伝承の味椎茸こんぶ
- 朝霧
- 梅入り塩ふき昆布
- 椎茸入り塩ふき昆布
- ちりめん山椒
- 夕霧
- 山海の味
- 昆布しょうゆ

## 沿革
- 嘉永元年（1848年）初代山本利助が順慶町（新町橋付近）にて創業。
- 明治23年（1890年）内国勧業博覧会で賞牌受賞（この年までに宮内省御用達・宮内庁御用達に）
- 昭和4年（1929年）　天皇陛下賜天覧御買上
- 昭和20年（1945年）空襲により小倉屋焼失
- 昭和23年（1948年）松屋町筋にて再興（戦後1号店）
- 昭和24年（1949年）東京へ進出「えびすめ」発売
- 昭和27年（1952年）阪神百貨店の「甘辛のれん街」へ出店
- 昭和29年（1954年）「えびすめ」農林大臣賞受賞[2]　法人組織に変更（株式会社　小倉屋昆布店）
- 昭和32年（1957年）山崎豊子、小説「暖簾」発刊
- 昭和63年（1988年）株式会社小倉屋昆布店を株式会社小倉屋山本に社名変更（小倉屋山本グループ統一社名変更）
- 平成5年（1993年）オーガニックビル（小倉屋山本本社ビル）新築完成
- 平成10年（1998年）創業150周年
- 平成20年（2008年）モンドセレクションで「朝霧」「昆布しょうゆ」金賞受賞[6]